# Polo aquático nos Jogos Pan-Americanos de 2023 - Masculino
O torneio masculino de polo aquático nos Jogos Pan-Americanos de 2023 foi realizado de 30 de outubro a 4 de novembro no Centro Aquático, localizado no cluster do Estádio Nacional. Oito equipes participaram do evento.
A equipe vencedora se classificou para os Jogos Olímpicos de 2024, em Paris.

## Qualificação
Um total de oito equipes masculinas qualificaram-se ao torneio. O país-sede (Chile) qualificou-se automaticamente junto com outras sete equipes, de acordo com vários critérios. Canadá e Estados Unidos receberam qualificação automática, junto com os três primeiros colocados dos Jogos Centro-Americanos e do Caribe de 2023 e com os dois primeiros dos Jogos Sul-Americanos de 2022.
| Evento                                      | Datas                    | Local        | Vagas | Classificado               |
| ------------------------------------------- | ------------------------ | ------------ | ----- | -------------------------- |
| País-sede                                   | —                        | —            | 1     | Chile                      |
| Classificação automática                    | —                        | —            | 2     | Canadá · Estados Unidos    |
| Jogos Sul-Americanos de 2022                | 11–15 de outubro         | Assunção     | 2     | Brasil · Argentina         |
| Jogos Centro-Americanos e do Caribe de 2023 | 28 de junho – 8 de julho | San Salvador | 3     | Porto Rico · Cuba · México |
| Total                                       |                          |              | 8     |                            |

## Medalhistas
|  | USA Estados Unidos |  | BRA Brasil |  | ARG Argentina |
|  | Alexander Bowen Luca Cupido Hannes Daube Chase Dodd Ryder Dodd Benjamin Hallock Drew Holland Johnathan Hooper Maxwell Irving Alexander Obert Adrian Weinberg Dylan Woodhead Quinn Woodhead |  | Guilherme Barella Logan Cabral Alípio Nardaci Gustavo Coutinho Roberto de Freitas Bruno Chiappini Rafael Real Pedro Real Marcos Vinicius Pires Gabriel Sojo da Silva Gustavo Guimarães Luis Ricardo da Silva Alexandre Mendes |  | Diego Malnero Ramiro Veich Tomás Galimberti Tomás Tilatti Nahuel Leona Tomás Echenique Iván Carabantes Eduardo Bonomo Carlos Camnasio Esteban Corsi Guido Poggi Teo Soler Octavio Salas |

## Formato
As oito equipes foram divididas em dois grupos de quatro equipes. Cada equipe enfrenta as outras no mesmo grupo, totalizando três jogos. Todas as equipes se classificaram às quartas-de-final e se enfrentaram de acordo com as posições em seus grupos. As vencedoras da fase foram às semifinais e as restantes para jogos de definição do quinto ao oitavo lugar. Nas semifinais, as vencedoras disputam a medalha de ouro e as perdedoras a de bronze.

## Primeira fase
|  | Equipes classificadas automaticamente às quartas de final |

Todas as partidas seguem o fuso horário local (UTC−3).

#### Grupo A
| Seleção            | P | J | V | E | D | GP | GC | SG  |
| ------------------ | - | - | - | - | - | -- | -- | --- |
| USA Estados Unidos | 9 | 3 | 3 | 0 | 0 | 82 | 18 | +64 |
| BRA Brasil         | 6 | 3 | 2 | 0 | 1 | 46 | 29 | +17 |
| PUR Porto Rico     | 3 | 3 | 1 | 0 | 2 | 29 | 58 | –29 |
| MEX México         | 0 | 3 | 0 | 0 | 3 | 24 | 66 | –42 |

| 30 de outubro 15:00 | Relatório | Brasil                                 | 18 – 5 | Porto Rico | Centro Aquático |
| 30 de outubro 15:00 | Relatório | Placar por quartos: 5–2, 3–2, 5–1, 5–0 |        |            | Centro Aquático |
| 30 de outubro 15:00 | Relatório | Coutinho, P. Real 4                    | Gols   | Loubriel 2 | Centro Aquático |

| 30 de outubro 18:00 | Relatório | Estados Unidos                          | 30 – 2 | México            | Centro Aquático |
| 30 de outubro 18:00 | Relatório | Placar por quartos: 10–0, 7–1, 7–0, 6–1 |        |                   | Centro Aquático |
| 30 de outubro 18:00 | Relatório | R. Dodd 6                               | Gols   | Mercado, Tavera 1 | Centro Aquático |

| 31 de outubro 15:00 | Relatório | Estados Unidos                         | 28 – 9 | Porto Rico | Centro Aquático |
| 31 de outubro 15:00 | Relatório | Placar por quartos: 8–3, 6–1, 6–3, 8–2 |        |            | Centro Aquático |
| 31 de outubro 15:00 | Relatório | R. Dodd 7                              | Gols   | Loubriel 3 | Centro Aquático |

| 31 de outubro 18:00 | Relatório | Brasil                                 | 21 – 10 | México    | Centro Aquático |
| 31 de outubro 18:00 | Relatório | Placar por quartos: 5–2, 5–3, 6–3, 5–2 |         |           | Centro Aquático |
| 31 de outubro 18:00 | Relatório | Guimarães, P. Real 5                   | Gols    | Estrada 4 | Centro Aquático |

| 1 de novembro 15:00 | Relatório | Brasil                                 | 7 – 24 | Estados Unidos | Centro Aquático |
| 1 de novembro 15:00 | Relatório | Placar por quartos: 2–5, 0–8, 2–5, 3–6 |        |                | Centro Aquático |
| 1 de novembro 15:00 | Relatório | P. Real, R. Real 2                     | Gols   | Daube 5        | Centro Aquático |

| 1 de novembro 18:00 | Relatório | Porto Rico                             | 15 – 12 | México    | Centro Aquático |
| 1 de novembro 18:00 | Relatório | Placar por quartos: 5–4, 5–6, 2–1, 3–1 |         |           | Centro Aquático |
| 1 de novembro 18:00 | Relatório | D. Zayas 4                             | Gols    | Estrada 4 | Centro Aquático |

#### Grupo B
| Seleção       | P | J | V | E | D | GP | GC | SG  |
| ------------- | - | - | - | - | - | -- | -- | --- |
| CAN Canadá    | 9 | 3 | 3 | 0 | 0 | 68 | 18 | +50 |
| ARG Argentina | 6 | 3 | 2 | 0 | 1 | 43 | 21 | +22 |
| CUB Cuba      | 3 | 3 | 1 | 0 | 2 | 24 | 55 | –31 |
| CHI Chile     | 0 | 3 | 0 | 0 | 3 | 16 | 57 | –41 |

| 30 de outubro 16:30 | Relatório | Argentina                              | 20 – 4 | Cuba    | Centro Aquático |
| 30 de outubro 16:30 | Relatório | Placar por quartos: 2–1, 6–2, 6–0, 6–1 |        |         | Centro Aquático |
| 30 de outubro 16:30 | Relatório | Corsi 6                                | Gols   | Ponsa 4 | Centro Aquático |

| 30 de outubro 19:30 | Relatório | Canadá                                 | 28 – 4 | Chile              | Centro Aquático |
| 30 de outubro 19:30 | Relatório | Placar por quartos: 7–0, 7–2, 9–0, 5–2 |        |                    | Centro Aquático |
| 30 de outubro 19:30 | Relatório | Halajian 5                             | Gols   | quatro jogadores 1 | Centro Aquático |

| 31 de outubro 16:30 | Relatório | Canadá                                 | 26 – 7 | Cuba    | Centro Aquático |
| 31 de outubro 16:30 | Relatório | Placar por quartos: 5–1, 8–3, 8–3, 5–0 |        |         | Centro Aquático |
| 31 de outubro 16:30 | Relatório | Constantin-Bicari, Côté 6              | Gols   | Ponsa 4 | Centro Aquático |

| 31 de outubro 19:30 | Relatório | Argentina                              | 16 – 3 | Chile            | Centro Aquático |
| 31 de outubro 19:30 | Relatório | Placar por quartos: 3–0, 4–1, 5–0, 4–2 |        |                  | Centro Aquático |
| 31 de outubro 19:30 | Relatório | Tilatti 4                              | Gols   | três jogadores 1 | Centro Aquático |

| 1 de novembro 16:30 | Relatório | Argentina                              | 7 – 14 | Canadá              | Centro Aquático |
| 1 de novembro 16:30 | Relatório | Placar por quartos: 3–4, 1–4, 1–3, 2–3 |        |                     | Centro Aquático |
| 1 de novembro 16:30 | Relatório | Veich 3                                | Gols   | Constantin-Bicari 5 | Centro Aquático |

| 1 de novembro 19:30 | Relatório | Cuba                                   | 13 – 9 | Chile     | Centro Aquático |
| 1 de novembro 19:30 | Relatório | Placar por quartos: 2–2, 3–4, 4–1, 4–2 |        |           | Centro Aquático |
| 1 de novembro 19:30 | Relatório | Ponsa 5                                | Gols   | Cárcamo 4 | Centro Aquático |

## Fase final

### Chaveamento
|  | Quartas de final | Quartas de final |               |    | Semifinais        | Semifinais        |  |  | Disputa do ouro | Disputa do ouro |
|  |                  |                  |               |    |                   |                   |  |  |                 |                 |
|  | 2 de novembro    |                  |               |    |                   |                   |  |  |                 |                 |
|  |                  |                  |               |    |                   |                   |  |  |                 |                 |
|  | Brasil           | 16               |               |    |                   |                   |  |  |                 |                 |
|  | Brasil           | 16               | 3 de novembro |    |                   |                   |  |  |                 |                 |
|  | Cuba             | 6                |               |    |                   |                   |  |  |                 |                 |
|  | Cuba             | 6                | Brasil        | 13 |                   |                   |  |  |                 |                 |
|  | 2 de novembro    |                  | Brasil        | 13 |                   |                   |  |  |                 |                 |
|  |                  | Canadá           | 12            |    |                   |                   |  |  |                 |                 |
|  | México           | Canadá           | 12            | 5  |                   |                   |  |  |                 |                 |
|  | México           |                  | 4 de novembro | 5  |                   |                   |  |  |                 |                 |
|  | Canadá           | 20               |               |    |                   |                   |  |  |                 |                 |
|  | Canadá           | 20               | Brasil        | 7  |                   |                   |  |  |                 |                 |
|  | 2 de novembro    |                  | Brasil        | 7  |                   |                   |  |  |                 |                 |
|  |                  | Estados Unidos   | 17            |    |                   |                   |  |  |                 |                 |
|  | Porto Rico       | Estados Unidos   | 17            | 6  |                   |                   |  |  |                 |                 |
|  | Porto Rico       | 3 de novembro    |               | 6  |                   |                   |  |  |                 |                 |
|  | Argentina        | 16               |               |    |                   |                   |  |  |                 |                 |
|  | Argentina        | 16               | Argentina     | 7  |                   |                   |  |  |                 |                 |
|  | 2 de novembro    |                  | Argentina     | 7  |                   |                   |  |  |                 |                 |
|  |                  | Estados Unidos   | 22            |    | Disputa do bronze | Disputa do bronze |  |  |                 |                 |
|  | Estados Unidos   | Estados Unidos   | 22            | 28 | Disputa do bronze | Disputa do bronze |  |  |                 |                 |
|  | Estados Unidos   |                  | 4 de novembro | 28 |                   |                   |  |  |                 |                 |
|  | Chile            | 2                |               |    |                   |                   |  |  |                 |                 |
|  | Chile            | 2                | Canadá        | 10 |                   |                   |  |  |                 |                 |
|  |                  |                  |               |    |                   |                   |  |  |                 |                 |
|  | Argentina        | 12               |               |    |                   |                   |  |  |                 |                 |
|  | Argentina        | 12               |               |    |                   |                   |  |  |                 |                 |

|  | Classificação 5º–8º lugar | Classificação 5º–8º lugar |                     |    | Disputa do 5º lugar | Disputa do 5º lugar |
|  |                           |                           |                     |    |                     |                     |
|  | 3 de novembro             |                           |                     |    |                     |                     |
|  |                           |                           |                     |    |                     |                     |
|  | Cuba                      | 11                        |                     |    |                     |                     |
|  | Cuba                      | 11                        | 4 de novembro       |    |                     |                     |
|  | México                    | 16                        |                     |    |                     |                     |
|  | México                    | 16                        | México              | 9  |                     |                     |
|  | 3 de novembro             |                           | México              | 9  |                     |                     |
|  |                           | Porto Rico                | 13                  |    |                     |                     |
|  | Porto Rico                | Porto Rico                | 13                  | 16 |                     |                     |
|  | Porto Rico                |                           |                     | 16 |                     |                     |
|  | Chile                     | 6                         |                     |    |                     |                     |
|  | Chile                     | 6                         | Disputa do 7º lugar |    |                     |                     |
|  |                           |                           |                     |    |                     |                     |
|  | 4 de novembro             |                           |                     |    |                     |                     |
|  |                           |                           |                     |    |                     |                     |
|  | Cuba                      | 7 (5)                     |                     |    |                     |                     |
|  | Cuba                      | 7 (5)                     |                     |    |                     |                     |
|  | Chile                     | 7 (4)                     |                     |    |                     |                     |

### Quartas de final
| 2 de novembro 15:00 | Relatório | Brasil                                 | 16 – 6 | Cuba       | Centro Aquático |
| 2 de novembro 15:00 | Relatório | Placar por quartos: 3–1, 5–1, 4–3, 4–1 |        |            | Centro Aquático |
| 2 de novembro 15:00 | Relatório | P. Real 4                              | Gols   | De Armas 3 | Centro Aquático |

| 2 de novembro 16:30 | Relatório | Porto Rico                             | 9 – 20 | Argentina  | Centro Aquático |
| 2 de novembro 16:30 | Relatório | Placar por quartos: 2–4, 1–3, 3–7, 3–6 |        |            | Centro Aquático |
| 2 de novembro 16:30 | Relatório | Bayo, F. Zayas 2                       | Gols   | Camnasio 6 | Centro Aquático |

| 2 de novembro 18:00 | Relatório | Estados Unidos                          | 28 – 2 | Chile              | Centro Aquático |
| 2 de novembro 18:00 | Relatório | Placar por quartos: 4–0, 9–0, 4–1, 11–1 |        |                    | Centro Aquático |
| 2 de novembro 18:00 | Relatório | R. Dodd 8                               | Gols   | Illino, Reginato 1 | Centro Aquático |

| 2 de novembro 19:30 | Relatório | México                                 | 5 – 20 | Canadá              | Centro Aquático |
| 2 de novembro 19:30 | Relatório | Placar por quartos: 0–4, 3–7, 1–4, 1–5 |        |                     | Centro Aquático |
| 2 de novembro 19:30 | Relatório | Estrada 3                              | Gols   | Constantin-Bicari 5 | Centro Aquático |

### Classificação 5º–8º lugar
| 3 de novembro 15:00 | Relatório | Cuba                                   | 11 – 16 | México   | Centro Aquático |
| 3 de novembro 15:00 | Relatório | Placar por quartos: 3–5, 3–4, 3–2, 2–5 |         |          | Centro Aquático |
| 3 de novembro 15:00 | Relatório | De Armas, Ponsa 3                      | Gols    | Juárez 6 | Centro Aquático |

| 3 de novembro 16:30 | Relatório | Porto Rico                             | 16 – 6 | Chile  | Centro Aquático |
| 3 de novembro 16:30 | Relatório | Placar por quartos: 6–1, 6–2, 3–0, 1–3 |        |        | Centro Aquático |
| 3 de novembro 16:30 | Relatório | Loubriel 5                             | Gols   | Vera 3 | Centro Aquático |

### Semifinais
| 3 de novembro 18:00 | Relatório | Brasil                                 | 13 – 12 | Canadá                         | Centro Aquático |
| 3 de novembro 18:00 | Relatório | Placar por quartos: 3–3, 2–3, 3–3, 5–3 |         |                                | Centro Aquático |
| 3 de novembro 18:00 | Relatório | Guimarães, P. Real 3                   | Gols    | Constantin-Bicari, Patterson 3 | Centro Aquático |

| 3 de novembro 19:30 | Relatório | Argentina                              | 7 – 22 | Estados Unidos | Centro Aquático |
| 3 de novembro 19:30 | Relatório | Placar por quartos: 1–6, 0–4, 4–6, 2–6 |        |                | Centro Aquático |
| 3 de novembro 19:30 | Relatório | Galimberti 2                           | Gols   | Irving 6       | Centro Aquático |

### Disputa pelo sétimo lugar
| 4 de novembro 15:00 | Relatório | Cuba                                             | 12 – 11 | Chile            | Centro Aquático |
| 4 de novembro 15:00 | Relatório | Placar por quartos: 1–2, 0–2, 3–2, 3–1 Pro.: 5–4 |         |                  | Centro Aquático |
| 4 de novembro 15:00 | Relatório | Carales, G. Zayas 2                              | Gols    | Sete jogadores 1 | Centro Aquático |

### Disputa pelo quinto lugar
| 4 de novembro 16:30 | Relatório | México                                 | 9 – 13 | Porto Rico         | Centro Aquático |
| 4 de novembro 16:30 | Relatório | Placar por quartos: 2–5, 4–2, 2–4, 1–2 |        |                    | Centro Aquático |
| 4 de novembro 16:30 | Relatório | Ponce 3                                | Gols   | quatro jogadores 2 | Centro Aquático |

### Disputa pelo bronze
| 4 de novembro 18:00 | Relatório | Canadá                                 | 10 – 12 | Argentina  | Centro Aquático |
| 4 de novembro 18:00 | Relatório | Placar por quartos: 2–3, 1–3, 3–2, 4–4 |         |            | Centro Aquático |
| 4 de novembro 18:00 | Relatório | quatro jogadores 2                     | Gols    | Camnasio 3 | Centro Aquático |

### Disputa pelo ouro
| 4 de novembro 19:30 | Relatório | Brasil                                 | 7 – 17 | Estados Unidos | Centro Aquático |
| 4 de novembro 19:30 | Relatório | Placar por quartos: 1–2, 2–6, 2–5, 2–4 |        |                | Centro Aquático |
| 4 de novembro 19:30 | Relatório | três jogadores 2                       | Gols   | Bowen, Daube 5 | Centro Aquático |

## Classificação final
| Pos.              | Equipe         | Qualificação                             |
| ----------------- | -------------- | ---------------------------------------- |
| Medalha de ouro   | Estados Unidos | Classificado aos Jogos Olímpicos de 2024 |
| Medalha de prata  | Brasil         |                                          |
| Medalha de bronze | Argentina      |                                          |
| 4                 | Canadá         |                                          |
| 5                 | México         |                                          |
| 6                 | Porto Rico     |                                          |
| 7                 | Cuba           |                                          |
| 8                 | Chile          |                                          |